# Еберхард III фон Хенгенбах
Еберхард III фон Хенгебах/Хаймбах (на немски: Eberhard III von Hengebach/Heimbach, Vogt von Zülpich; * пр. 1210; † 1237) е господар на замък Хенгенбах в Хаймбах в Айфел в Северен Рейн-Вестфалия и фогт на Цюлпих.

## Произход и наследство
Той е син на Еберхард II фон Хенгенбах († 1217/18), създател на линията Юлих-Хаймбах, и съпругата му Юдит (Юта) фон Юлих († сл. 1190), наследничка на Юлих, дъщеря на граф Вилхелм I († 1176). Майка му наследява полубрат си Вилхелм II Велики фон Юлих († 1207).
Брат е на Вилхелм III фон Хенгенбах († 1218, Дамиета), граф на Юлих (1207 – 1218), женен за Матилда фон Лимбург († сл. 1234), на Херман, каноник в „Св. Гереон“ в Кьолн 1203/09, Дитрих († 1218/1219), женен за Мехтилд, Арнолд фон Хенгенбах, свещеник в Трир, Удалхилд/Отеленда († сл. 1222), омъжена за I. за граф Хайнрих фон Кесел († сл. 1219), II. за Бертолд III 'Млади' фон Бюрен († сл. 1276), Алхайдис/Алайдис († 1233/1250), омъжена за Арнолд IV фон Дист († сл. 1230), Юта († 1252), омъжена за Герхард IV фон Бланкенхайм († сл. 1248), и на друга сестра, омъжена за фон Райфершайд († пр. 10 септември 1250). Роднина е на Дитрих фон Хенгебах († 12 май 1224), архиепископ на Кьолн 1208 г.
Със смъртта на Еберхард III линията свърша ок. 1237 г. Териториите на Юлихите и Хаймбахите се обидиняват от граф Вилхелм IV фон Юлих (1210 – 1278).

## Фамилия
Еберхард III фон Хаймбах се жени за Елизабет фон Хохщаден († сл. 1253), дъщеря на Лотар I фон Аре-Хохщаден († 1222) и Матилда (Мехтилд) фон Вианден († 1241/1253), дъщеря на граф Фридрих III фон Вианден († 1220) и Мехтилд фон Нойербург († сл. 1200). Те имат една дъщеря:
- Маргарета фон Хенгенбах (* ок. 1218; † между 22 октомври 1291 и 12 февруари 1299), омъжена I. 1240 г. за граф Симон I фон Спонхайм († 8 април 1264), II. 1265 г. за граф Емих IV фон Лайнинген († 1276/1278)[5]